# Ouro Velho
Ouro Velho este un oraș în Paraíba (PB), Brazilia.